# Слоун, Томас О’Конор
Томас О’Конор Слоун (англ. Thomas O'Conor Sloane, 21 ноября 1851—1940) — американский инженер, химик, изобретатель, писатель и редактор.

## Научная карьера
Родился 21 ноября 1851 года в Нью-Йорке. Окончил колледж Сент-Фрэнсиса Завье (St. Francis Xavier’s) в 1870 году и Колумбийский горный техникум (School of mines of Columbia) в 1872 году. Степень доктора наук получил в 1876 году. Среди его научных разработок — метод обнаружения примесей серы и другие существенные усовершенствования способов анализа состава газовых смесей.
Автор нескольких изобретений, в числе прочего изобрёл термофот — аппарат для автоматической механической регистрации эффекта свечения газов.
С 1883 года — штатный преподаватель в Сетон Холл Колледж в городе Саут-Орандж, штат Нью-Джерси, с 1888 года — профессор факультета естественных наук в этом колледже.
Писал в жанре научно-технической и научно-популярной литературы. Автор книг «Стандартизованный словарь электротехники» («The Standard Electrical Dictionary», 1892), «Как добиться успеха в электротехнике» («How to become a Successful Electrician»), «Арифметика электричества» («Arithmethic of Electricity»), «Электричество без сложностей» («Electricity Simplified») и «Как делать электрические игрушки» («Electric Toy Making»). Сотрудничал со множеством научных, технических и научно-популярных журналов, с 1886 года — член редколлегии «Scientific American». Состоял в ряде научных обществ, с 1882 по 1886 был казначеем Американского химического общества (American chemical society).

## Роль в истории научной фантастики
Выйдя на пенсию, Т. О’Конор Слоун продолжал работать редактором научно-популярных журналов в принадлежавшей Хьюго Гернсбеку компании Experimenter Publishing; в частности, он был редактором журнала «Practical Electrics», который был 1924 году переименован в «The Experimenter». В 1926 году журнал был объединён с «Science and Invention», а Слоуну была предложена должность ассистента главного редактора в первом в мире журнале научной фантастики «Amazing Stories». Хотя окончательные решения о публикации того или иного произведения принимал Гернсбек, именно Слоун делал в журнале всю основную работу.
В 1929 году Гернсбек потерял контроль над журналом и Т. О’Конор Слоун официально стал главным редактором издания. Эту должность он занимал вплоть до 1938 года, когда редакция журнала была переведена тогдашним издателем из Нью-Йорка в Чикаго.
Т. О’Конор Слоун никогда не был особенно влиятелен в фэндоме и среди авторов фантастики. Сам он относился к фантастике и её идеям совершенно без энтузиазма (в одной из редакционных статей он даже утверждал, что пилотируемые космические полёты с точки зрения науки невозможны). Тем не менее, именно ему обязаны своими первыми публикациями Джек Уильямсон, Джон Кэмпбелл, Клиффорд Саймак и Э. Э. «Док» Смит.
Т. О’Конор Слоун скончался в 1940 году.

## Интересные факты
- Сын Т. О’Конора Слоуна был женат на дочери Томаса А. Эдисона.